# قلعة توركو

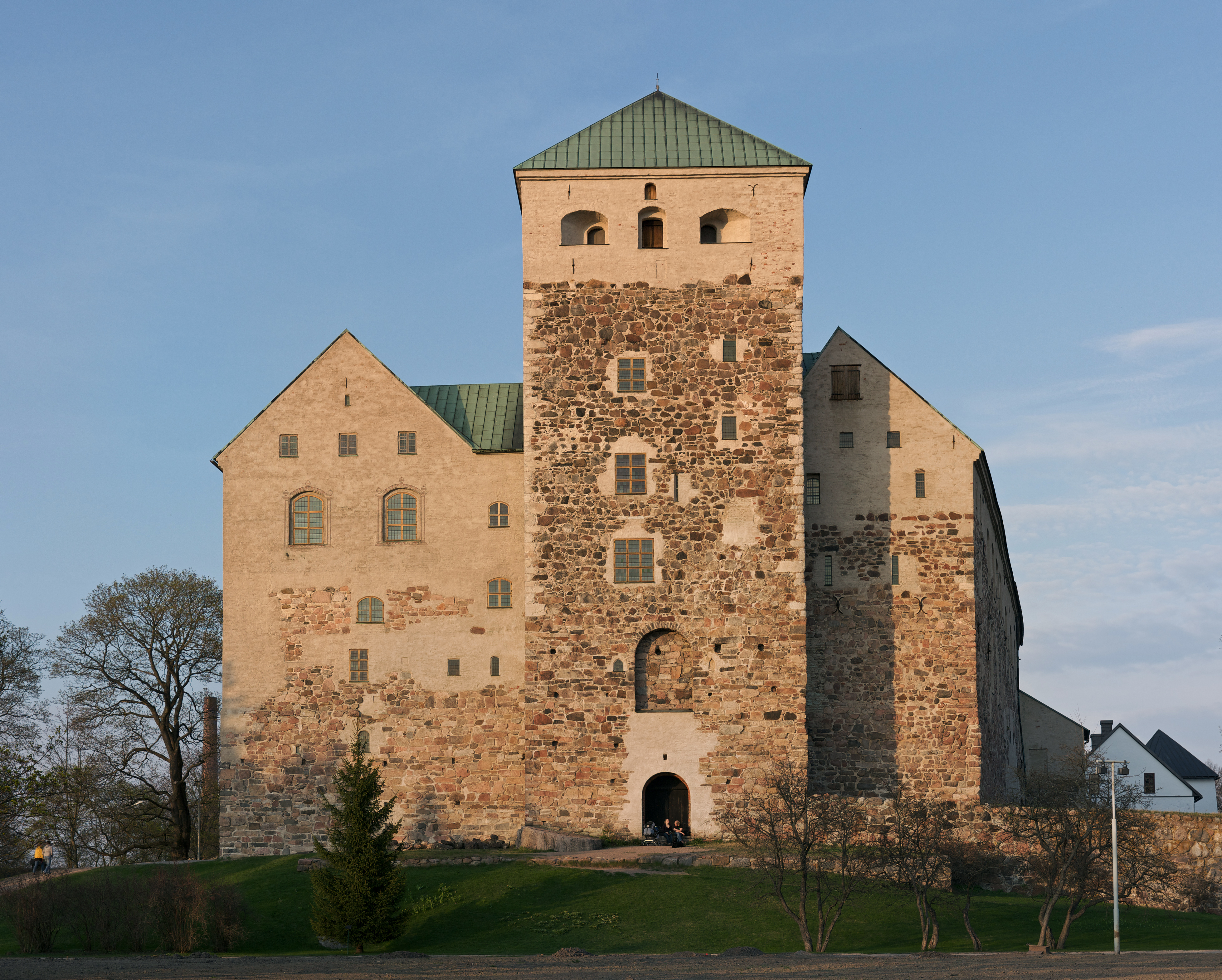
Turku castle bailey.

قلعة توركو (بالفنلندية: Turun linna، بالسويدية : Åbo slott) معلم تاريخي فنلندية يقع في مدينة توركو في فنلندا. إلى جانب كاتدرائية توركو قلعة هي إحدى أقدم المباني لا تزال قيد الاستخدام في فنلندا. قلعة توركو هي أكبر مبنى قروسطي لا يزال قائم في فنلندا، إحدى أكبر القلاع القروسطية التي لا تزال قائمة في الدول الإسكندنافية. تقف نصباً تذكارياً وطنياً على ضفاف نهر أورا منذ القرن الرابع عشر.